# Concurso de dirección Donatella Flick
El Concurso de dirección Donatella Flick es un concurso internacional de música para jóvenes directores que se celebra cada dos años en Londres .

## Historia

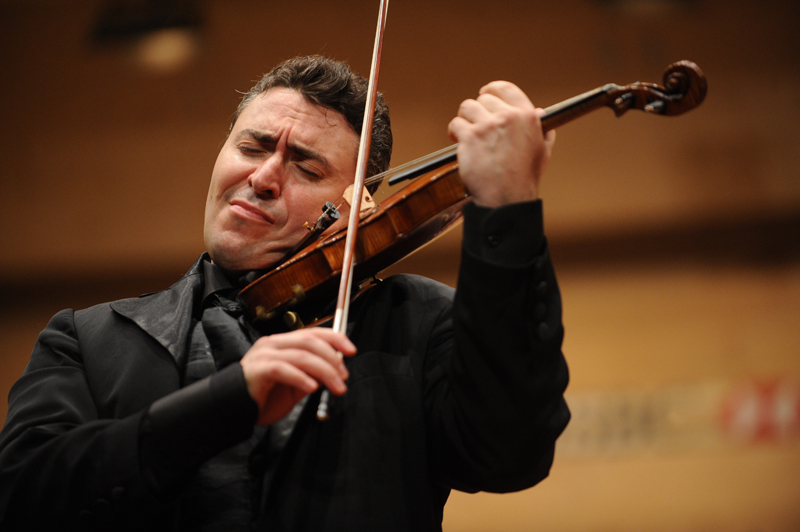
Maxim Vengerov, miembro del jurado

El concurso de dirección Donatella Flick lleva el nombre de la filántropa Donatella Flick, quien fundó la competición en 1990 para ayudar a los jóvenes directores a establecer una carrera internacional. En 1996 el concurso estableció una colaboración con la Orquesta Sinfónica de Londres. El ganador del concurso, además del premio en efectivo y los conciertos, se convierte en director asistente de la Orquesta Sinfónica de Londres durante un año después del concurso.
El jurado del concurso está formado por directores profesionales y músicos de la Orquesta Sinfónica de Londres, y ha incluido nombres como Maxim Vengerov, Tamás Vásáry, Andrew Marriner, Leif Segerstam, Yuri Temirkanov, Yan Pascal Tortelier, Pinchas Steinberg, Daniele Gatti, Sir Neville Marriner y Carlo Rizzi.
La primera ronda de la competencia tiene lugar en la Royal Academy of Music con conjuntos de la universidad, y la final es en el Barbican Hall, donde los tres finalistas dirigen la Orquesta Sinfónica de Londres.
El concurso ha recibido varios galardones y premios, incluyendo la Fundación Pro-Europea para la Cultura, el Premio al Proyecto Europeo de Música y el Premio Wilhelm Furtwängler por su continuo estímulo a los jóvenes directores.

## Ganadores
Los ganadores del concurso son:
- Andrew Constantine (1991)
- Timoteo Lole (1992)
- Emmanuel Plasson (1994)
- Tommaso Placidi (1996)
- Pablo Mann (1998)

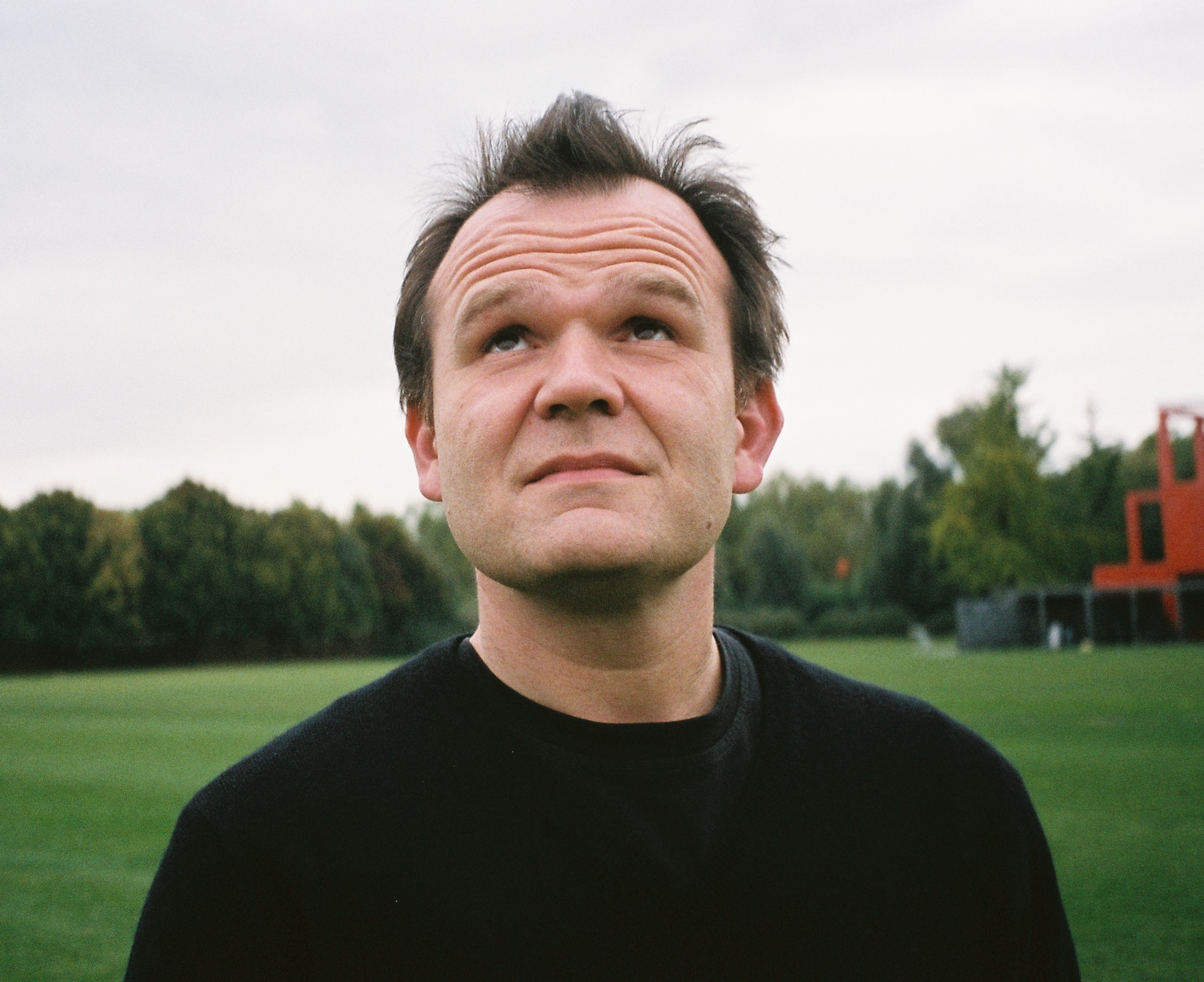
François-Xavier Roth

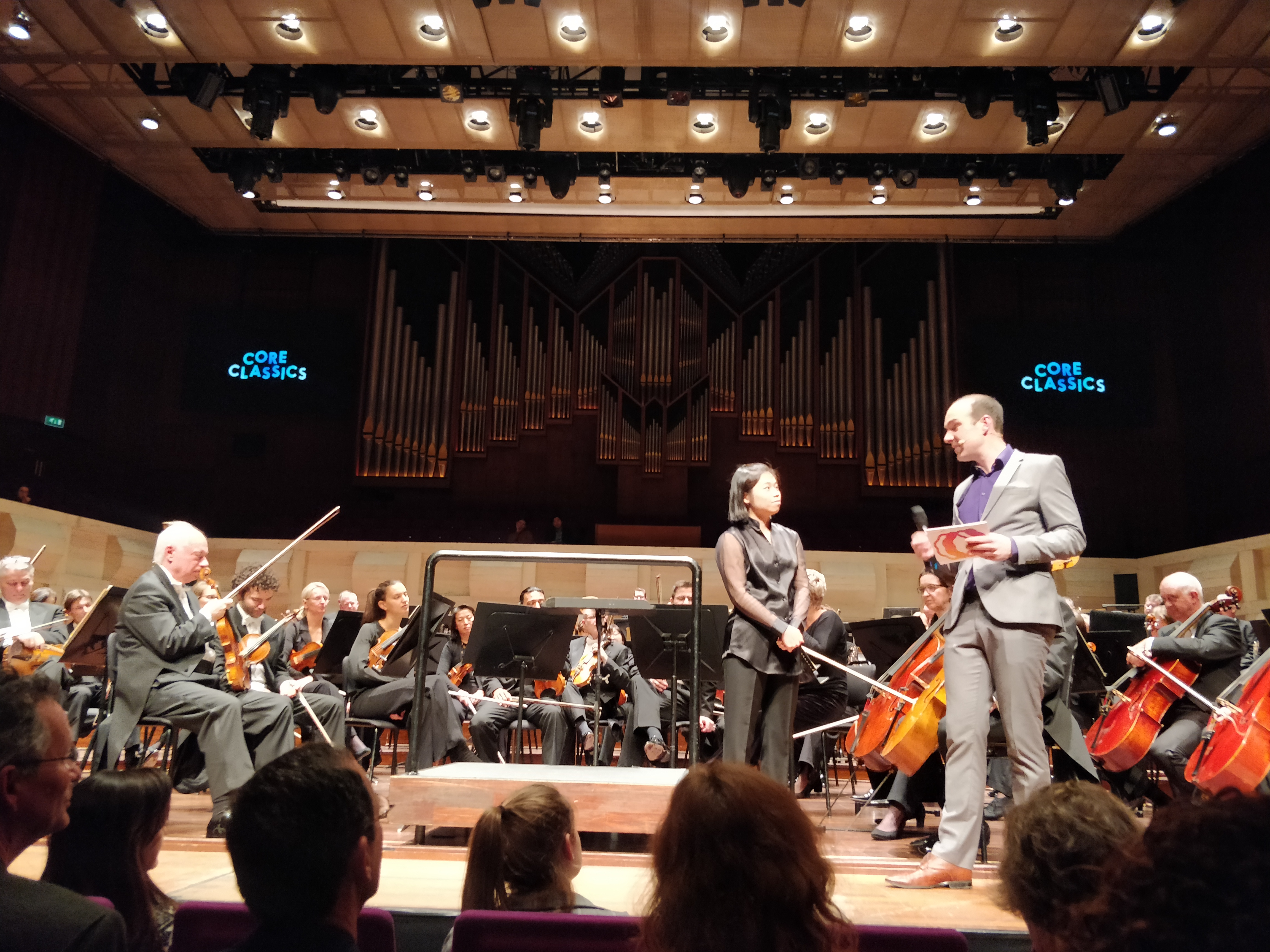
elim-chan

- Pablo González Bernardo y François-Xavier Roth (2000)
- Christophe Mangou (2002)
- Fabien Gabel (2004)
- Michal Dworzynski (2006)
- David Afkham (2008)
- Clemens Schuldt (2010)
- Alexandre Bloch (2012)
- Elim Chan (2014)
- Niklas Benjamín Hoffmann (2016)
- Felix Mildenberger (2018)
- Julio García Vico (2021)